# محمد البوعينين
محمد إبراهيم علي مهنا السيسي البوعينين سياسي ومهندس وطيار بحريني. عضو في مجلس النواب من 12 ديسمبر 2018 عن الدائرة الثامنة في المحافظة الجنوبية. وعضو مجلس أمناء معهد البحرين للتنمية السياسية منذ 1 ديسمبر 2019م 

## التعليم
حصل على شهادة علوم الطيران من الكلية الجوية بالإمارات العربية المتحدة عام 1986 ثم حصل على شهادة تقنية الهندسة الأساسية والإنشائية من جامعة البحرين عام 1992 ثم حصل على بكالوريوس الهندسة المدنية من جامعة البحرين عام 1998 ثم حصل على شهادة الماجستير في إدارة المشاريع الهندسية من بريطانيا عام 2000.

## المسيرة المهنية
عمل مهندس مدني في بلدية المنطقة الجنوبية وانتقل إلى العمل في المحافظة الجنوبية.

## مجلس النواب
في عام 2018 قرر الترشح لعضوية مجلس النواب عن الدائرة الثامنة في محافظة الجنوبية. في الجولة الأولى التي أقيمت في 24 نوفمبر 2018 حصل على 3984 صوت بنسبة 63.28%.